# Mixeddubbel i badminton vid olympiska sommarspelen 2012

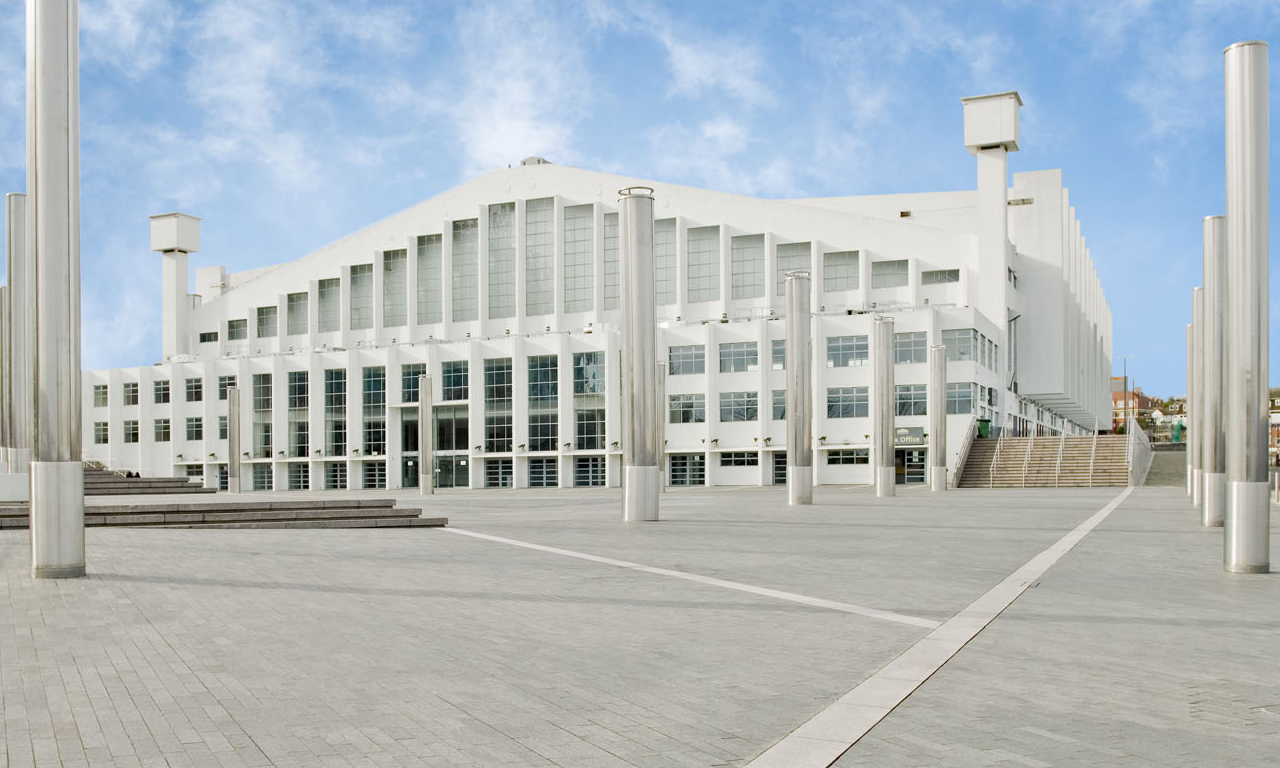
Wembley Arena

Mixeddubbel i badminton vid olympiska sommarspelen 2012 spelades i Wembley Arena (London, Storbritannien) mellan den 28 juli och 3 augusti 2012. Maximalt 16 par (32 spelare) tilläts delta.

## Medaljörer
| Gren        | Guld                       | Guld                       | Silver              | Silver              | Brons                                               | Brons                                               |
| Mixeddubbel | Kina Zhang Nan Zhao Yunlei | Kina Zhang Nan Zhao Yunlei | Kina Xu Chen Ma Jin | Kina Xu Chen Ma Jin | Danmark Joachim Fischer Nielsen Christinna Pedersen | Danmark Joachim Fischer Nielsen Christinna Pedersen |

## Format
Totalt deltar sexton par som delas in i det inledande steget som är ett gruppspel. Där går de två främsta paren i varje grupp vidare till slutspel, vilket innebär att totalt åtta par deltar i slutspelet. Slutspelet inleds med en kvartsfinal, där turneringen blir en vanlig utslagsturnering. De två semifinalvinnarna möts i en match om guldet. Bronsmatchen avgörs mellan semifinalförlorarna.

## Resultat

### Gruppspel

#### Grupp A
| Deltagare                                     | S | V | F | VS | FS | P |
| --------------------------------------------- | - | - | - | -- | -- | - |
| Zhang Nan / Zhao Yunlei (CHN)                 | 3 | 3 | 0 | 6  | 0  | 3 |
| Michael Fuchs / Birgit Michels (GER)          | 3 | 2 | 1 | 4  | 4  | 2 |
| Aleksandr Nikolaenko / Valeria Sorokina (RUS) | 3 | 1 | 2 | 3  | 5  | 1 |
| Chris Adcock / Imogen Bankier (GBR)           | 3 | 0 | 3 | 2  | 6  | 0 |

#### Grupp B
| Deltagare                                           | S | V | F | VS | FS | P |
| --------------------------------------------------- | - | - | - | -- | -- | - |
| Joachim Fischer Nielsen / Christinna Pedersen (DEN) | 3 | 3 | 0 | 6  | 1  | 3 |
| Robert Mateusiak / Nadieżda Kostiuczyk (POL)        | 3 | 2 | 1 | 5  | 2  | 2 |
| Shintaro Ikeda / Reiko Shiota (JPN)                 | 3 | 1 | 2 | 2  | 5  | 1 |
| Toby Ng / Grace Gao (CAN)                           | 3 | 0 | 2 | 1  | 6  | 0 |

#### Grupp C
| Deltagare                                   | S | V | F | VS | FS | P |
| ------------------------------------------- | - | - | - | -- | -- | - |
| Tantowi Ahmad / Lilyana Natsir (INA)        | 3 | 3 | 0 | 6  | 0  | 3 |
| Thomas Laybourn / Kamilla Rytter Juhl (DEN) | 3 | 2 | 1 | 4  | 2  | 2 |
| Lee Yong-dae / Ha Jung-eun (KOR)            | 3 | 1 | 2 | 2  | 4  | 1 |
| Valiyaveetil Diju / Jwala Gutta (IND)       | 3 | 0 | 3 | 0  | 6  | 0 |

#### Grupp D
| Deltagare                                        | S | V | F | VS | FS | P |
| ------------------------------------------------ | - | - | - | -- | -- | - |
| Xu Chen / Ma Jin (CHN)                           | 3 | 3 | 0 | 6  | 0  | 3 |
| Sudket Prapakamol / Saralee Thoungthongkam (THA) | 3 | 2 | 1 | 4  | 2  | 2 |
| Chen Hung-ling / Cheng Wen-hsing (TPE)           | 3 | 1 | 2 | 2  | 5  | 1 |
| Chan Peng Soon / Goh Liu Ying (MAS)              | 3 | 0 | 3 | 1  | 6  | 0 |

### Slutspel
|  | Kvartsfinaler | Kvartsfinaler                                           | Kvartsfinaler                                           | Kvartsfinaler              | Kvartsfinaler |    |                                          | Semifinaler | Semifinaler | Semifinaler | Semifinaler | Semifinaler |            |    | Final | Final                                                   | Final | Final | Final | Final | Final |
|  |               |                                                         |                                                         |                            |               |    |                                          |             |             |             |             |             |            |    |       |                                                         |       |       |       |       |       |
|  | A1            | Zhang Nan (CHN) Zhao Yunlei (CHN)                       | 21                                                      | 21                         |               |    |                                          |             |             |             |             |             |            |    |       |                                                         |       |       |       |       |       |
|  | C2            | Thomas Laybourn (DEN) Kamilla Rytter Juhl (DEN)         | 13                                                      | 17                         |               |    |                                          |             |             |             |             |             |            |    |       |                                                         |       |       |       |       |       |
|  | C2            | Thomas Laybourn (DEN) Kamilla Rytter Juhl (DEN)         | 13                                                      | 17                         |               |    | Zhang Nan (CHN) Zhao Yunlei (CHN)        | 17          | 21          | 21          |             |             |            |    |       |                                                         |       |       |       |       |       |
|  |               |                                                         |                                                         |                            |               |    | Zhang Nan (CHN) Zhao Yunlei (CHN)        | 17          | 21          | 21          |             |             |            |    |       |                                                         |       |       |       |       |       |
|  |               |                                                         | Joachim Fischer Nielsen (DEN) Christinna Pedersen (DEN) | 21                         | 17            | 19 |                                          |             |             |             |             |             |            |    |       |                                                         |       |       |       |       |       |
|  | B1            | Joachim Fischer Nielsen (DEN) Christinna Pedersen (DEN) | Joachim Fischer Nielsen (DEN) Christinna Pedersen (DEN) | 21                         | 17            | 19 | 21                                       | 21          |             |             |             |             |            |    |       |                                                         |       |       |       |       |       |
|  | B1            | Joachim Fischer Nielsen (DEN) Christinna Pedersen (DEN) |                                                         |                            |               |    | 21                                       | 21          |             |             |             |             |            |    |       |                                                         |       |       |       |       |       |
|  | D2            | Sudket Prapakamol (THA) Saralee Thoungthongkam (THA)    | 15                                                      | 13                         |               |    |                                          |             |             |             |             |             |            |    |       |                                                         |       |       |       |       |       |
|  |               |                                                         |                                                         |                            |               |    |                                          |             |             |             |             |             |            |    |       | Zhang Nan (CHN) Zhao Yunlei (CHN)                       | 21    | 21    |       |       |       |
|  |               |                                                         |                                                         | Xu Chen (CHN) Ma Jin (CHN) | 11            | 17 |                                          |             |             |             |             |             |            |    |       |                                                         |       |       |       |       |       |
|  | A2            | Michael Fuchs (GER) Birgit Michels (GER)                | 15                                                      | 9                          |               |    |                                          |             |             |             |             |             |            |    |       |                                                         |       |       |       |       |       |
|  | C1            | Tantowi Ahmad (INA) Lilyana Natsir (INA)                | 21                                                      | 21                         |               |    |                                          |             |             |             |             |             |            |    |       |                                                         |       |       |       |       |       |
|  | C1            | Tantowi Ahmad (INA) Lilyana Natsir (INA)                | 21                                                      | 21                         |               |    | Tantowi Ahmad (INA) Lilyana Natsir (INA) | 23          | 18          | 13          |             |             |            |    |       |                                                         |       |       |       |       |       |
|  |               |                                                         |                                                         |                            |               |    | Tantowi Ahmad (INA) Lilyana Natsir (INA) | 23          | 18          | 13          |             |             |            |    |       |                                                         |       |       |       |       |       |
|  |               |                                                         | Xu Chen (CHN) Ma Jin (CHN)                              | 21                         | 21            | 21 |                                          |             | Bronsmatch  | Bronsmatch  | Bronsmatch  | Bronsmatch  | Bronsmatch |    |       |                                                         |       |       |       |       |       |
|  | B2            | Robert Mateusiak (POL) Nadieżda Kostiuczyk (POL)        | Xu Chen (CHN) Ma Jin (CHN)                              | 21                         | 21            | 21 | 21                                       | 16          | Bronsmatch  | Bronsmatch  | Bronsmatch  | Bronsmatch  | Bronsmatch | 21 |       |                                                         |       |       |       |       |       |
|  | B2            | Robert Mateusiak (POL) Nadieżda Kostiuczyk (POL)        |                                                         |                            |               |    | 21                                       | 16          |             |             |             |             |            | 21 |       |                                                         |       |       |       |       |       |
|  | D1            | Xu Chen (CHN) Ma Jin (CHN)                              | 19                                                      | 21                         | 23            |    |                                          |             |             |             |             |             |            |    |       | Joachim Fischer Nielsen (DEN) Christinna Pedersen (DEN) | 21    | 21    |       |       |       |
|  |               |                                                         |                                                         |                            |               |    |                                          |             |             |             |             |             |            |    |       | Tantowi Ahmad (INA) Lilyana Natsir (INA)                | 12    | 12    |       |       |       |